# Campeonato Sudamericano de Campeones

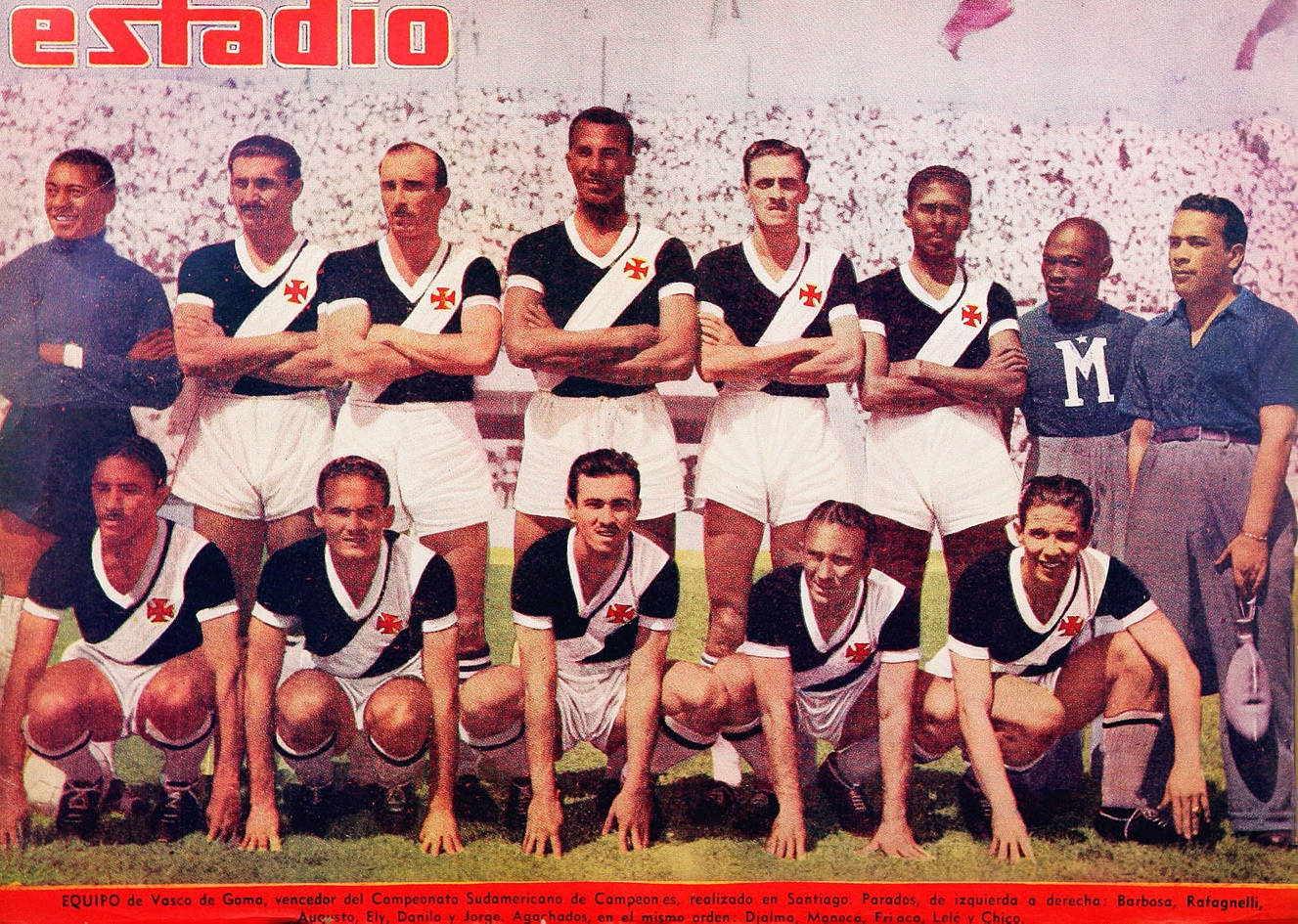
Vasco da Gama, campeón del Campeonato Sudamericano de Campeones.

El Campeonato Sudamericano de Campeones fue una competición internacional sudamericana de clubes de fútbol realizada en 1948 en la comuna de Ñuñoa, en la ciudad de Santiago, Chile. Es considerado el antecedente de la Copa de Campeones de América (1960), renombrada años después en Copa Libertadores de América.
Surgió como iniciativa de Robinson Álvarez, el presidente de Colo-Colo, equipo campeón de la Primera División de Chile en 1947, quien propuso organizar un torneo continental en el que participasen los conjuntos campeones de las ligas nacionales de Sudamérica, el cual contó con el apoyo del presidente de la Confederación Sudamericana de Fútbol (Conmebol), el chileno Luis Valenzuela.
Asistieron siete equipos y sus 21 partidos se disputaron en el Estadio Nacional por el sistema de todos contra todos. Lo ganó de forma invicta el brasileño Vasco da Gama con su generación conocida como El Expreso de la Victoria, que se convirtió en el primer club campeón de América del Sur de facto. Otra formación destacada presente fue La Máquina del argentino River Plate.
En 1990, Conmebol publicó un libro con la historia de la Copa Libertadores en el que afirmaba que el torneo de 1948 fue el antecedente de dicha competición. Como consecuencia, en 1996, los líderes de Vasco da Gama le pidieron al Comité Ejecutivo de Conmebol que reconociera la competición y aceptara al Vasco da Gama como participante en la Supercopa Sudamericana de 1997, torneo de la Conmebol en el que participaban solamente los campeones de la Copa Libertadores (sin participación de los campeones de otras competiciones sudamericanas de Conmebol, como la Copa Conmebol). El torneo de 1948, aunque no se ha convertido en una competición oficial de la Conmebol (que nunca lo ha listado entre sus competiciones oficiales y nunca ha contado puntos en su ranking), tuvo entonces (1996) su significado y relevancia reconocidos por Conmebol (con la participación de Vasco da Gama en la Supercopa Sudamericana de 1997), de acuerdo con el Comité Ejecutivo de Conmebol en su reunión de abril de 1996: "El tradicional club Vasco Da Gama, de Río de Janeiro, por conducto de la Confederación Brasileña de Fútbol, solicitó participar anualmente en la Supercopa "Joâo Havelange". El pedido se basó en que esta entidad se había adjudicado, en 1948, el primer torneo sudamericano de clubes campeones, celebrado en Santiago, Chile. El Comité Ejecutivo, tras analizar la petición, resolvió aceptarla en reconocimiento al logro deportivo y a su verdad histórica. En consecuencia, Vasco Da Gama intervendrá en la Supercopa desde 1997, con lo que ya sumarán 18 equipos". En 2014, Conmebol publicó en su web sobre los 116 años de Vasco da Gama: "Vasco tiene en su trayectoria histórica haber conquistado el primer torneo de clubes a nivel continental, en el año 1948, lo que sería 12 años después la Copa Libertadores de América, trofeo que ganó en 1998, coincidente con el Centenario de su fundación".

## Repercusión
Inspiró la fundación de la Copa de Clubes Campeones Europeos en 1955, actual Liga de Campeones de la UEFA, ya que por su impacto mediático motivó a los periodistas del diario deportivo francés L'Équipe Gabriel Hanot y Jacques Ferran a concebir el desarrollo de una versión europea, que propusieron crear junto con el director Jacques Goddet a la Unión de Asociaciones Europeas de Fútbol dicho año pero de tipo oficial, así como con encuentros de ida y vuelta, impulsada por unos partidos amistosos internacionales del club inglés Wolverhampton Wanderers. Ferran declaró al canal de televisión brasileño Rede Globo en 2015: «¿Cómo podría Europa, que quería estar por delante del resto del mundo, no ser capaz de lograr una competencia del mismo tipo que la sudamericana? Necesitábamos seguir ese ejemplo» y al periódico chileno El Mercurio en 2018: «Lo que es cierto es que la Copa de Europa no hubiese existido sin el campeonato sudamericano del 48, porque significó un impulso para nuestra idea. Lo del 48 aceleró el proceso, eso está claro».
Provocó también la instauración de la Copa de Campeones de América en 1960 —hoy Copa Libertadores de América—, ya que la Conmebol decidió continuar el planteamiento central aunque con un torneo homólogo al europeo en 1959. Tras una publicación de Conmebol de 1990 en la que reconoció al certamen de 1948 y a la Copa Aldao como precursoras no oficiales de la Copa Libertadores de América, Vasco da Gama le pidió en 1996 el derecho a participar en la Supercopa Sudamericana, disputada por los campeones de la Copa Libertadores (sin participatión de los campeones de otras competiciones sudamericanas de dicha entidad, como la Copa Conmebol) y su Comité Ejecutivo se lo otorgó, por lo que participó en la edición de 1997 «en reconocimiento al logro deportivo y a su verdad histórica» (escrito en el informe de prensa sobre la decisión).

## Equipos participantes
| País      | Equipo                            | Clasificación                     |
| --------- | --------------------------------- | --------------------------------- |
| Argentina | Club Atlético River Plate         | Campeón de Argentina de 1947      |
| Bolivia   | Club Deportivo Litoral            | Campeón de La Paz de 1947         |
| Brasil    | Club de Regatas Vasco da Gama     | Campeón de Río de Janeiro de 1947 |
| Chile     | Club Social y Deportivo Colo-Colo | Campeón de Chile de 1947          |
| Ecuador   | Club Sport Emelec                 | Campeón de Guayaquil de 1946      |
| Perú      | Club Deportivo Municipal          | Subcampeón de Perú de 1947        |
| Uruguay   | Club Nacional de Football         | Campeón de Uruguay de 1947        |

## Resultados

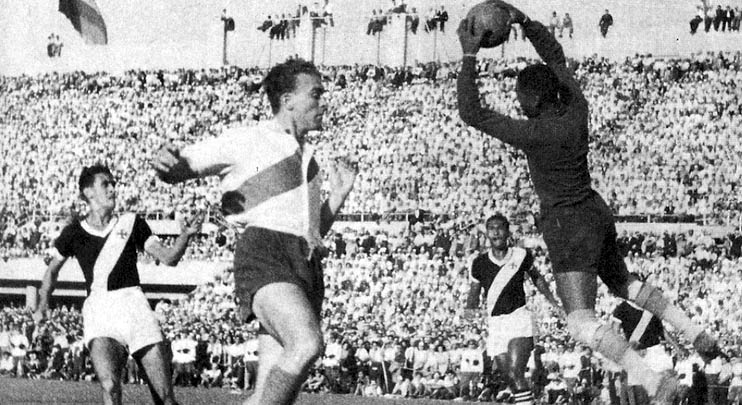
En primer plano aparecen Alfredo Di Stéfano de River Plate y Moacir Barbosa de Vasco da Gama, durante el principal compromiso del torneo.

| Equipo              | Pts | PJ | PG | PE | PP | GF | GC | DG  |
| ------------------- | --- | -- | -- | -- | -- | -- | -- | --- |
| Vasco da Gama       | 10  | 6  | 4  | 2  | 0  | 12 | 3  | +9  |
| River Plate         | 9   | 6  | 4  | 1  | 1  | 12 | 4  | +8  |
| Nacional            | 8   | 6  | 4  | 0  | 2  | 16 | 11 | +5  |
| Deportivo Municipal | 6   | 6  | 3  | 0  | 3  | 12 | 11 | +1  |
| Colo-Colo           | 6   | 6  | 2  | 2  | 2  | 11 | 11 | 0   |
| Litoral             | 2   | 6  | 1  | 0  | 5  | 9  | 18 | –9  |
| Emelec              | 1   | 6  | 0  | 1  | 5  | 4  | 18 | –14 |

### Desarrollo del certamen
| Fecha                 | Lugar    |                     |                      | Resultado |                      |                     |
| --------------------- | -------- | ------------------- | -------------------- | --------- | -------------------- | ------------------- |
| 11 de febrero de 1948 | Santiago | Colo-Colo           | Bandera de Chile     | 2:2       | Bandera de Ecuador   | Emelec              |
| 14 de febrero de 1948 | Santiago | Vasco da Gama       | Bandera de Brasil    | 2:1       | Bandera de Bolivia   | Litoral             |
| 14 de febrero de 1948 | Santiago | Nacional            | Bandera de Uruguay   | 3:2       | Bandera de Perú      | Deportivo Municipal |
| 18 de febrero de 1948 | Santiago | River Plate         | Bandera de Argentina | 4:0       | Bandera de Ecuador   | Emelec              |
| 18 de febrero de 1948 | Santiago | Vasco da Gama       | Bandera de Brasil    | 4:1       | Bandera de Uruguay   | Nacional            |
| 21 de febrero de 1948 | Santiago | River Plate         | Bandera de Argentina | 2:0       | Bandera de Perú      | Deportivo Municipal |
| 21 de febrero de 1948 | Santiago | Colo-Colo           | Bandera de Chile     | 4:2       | Bandera de Bolivia   | Litoral             |
| 25 de febrero de 1948 | Santiago | Nacional            | Bandera de Uruguay   | 3:1       | Bandera de Bolivia   | Litoral             |
| 25 de febrero de 1948 | Santiago | Vasco da Gama       | Bandera de Brasil    | 4:0       | Bandera de Perú      | Deportivo Municipal |
| 28 de febrero de 1948 | Santiago | Vasco da Gama       | Bandera de Brasil    | 1:0       | Bandera de Ecuador   | Emelec              |
| 28 de febrero de 1948 | Santiago | Deportivo Municipal | Bandera de Perú      | 3:1       | Bandera de Chile     | Colo-Colo           |
| 3 de marzo de 1948    | Santiago | Litoral             | Bandera de Bolivia   | 3:1       | Bandera de Ecuador   | Emelec              |
| 3 de marzo de 1948    | Santiago | Nacional            | Bandera de Uruguay   | 3:0       | Bandera de Argentina | River Plate         |
| 8 de marzo de 1948    | Santiago | Deportivo Municipal | Bandera de Perú      | 4:0       | Bandera de Ecuador   | Emelec              |
| 8 de marzo de 1948    | Santiago | Colo-Colo           | Bandera de Chile     | 1:1       | Bandera de Brasil    | Vasco da Gama       |
| 9 de marzo de 1948    | Santiago | River Plate         | Bandera de Argentina | 5:1       | Bandera de Bolivia   | Litoral             |
| 9 de marzo de 1948    | Santiago | Colo-Colo           | Bandera de Chile     | 3:2       | Bandera de Uruguay   | Nacional            |
| 14 de marzo de 1948   | Santiago | Nacional            | Bandera de Uruguay   | 4:1       | Bandera de Ecuador   | Emelec              |
| 14 de marzo de 1948   | Santiago | Vasco da Gama       | Bandera de Brasil    | 0:0       | Bandera de Argentina | River Plate         |
| 17 de marzo de 1948   | Santiago | Deportivo Municipal | Bandera de Perú      | 3:1       | Bandera de Bolivia   | Litoral             |
| 17 de marzo de 1948   | Santiago | River Plate         | Bandera de Argentina | 1:0       | Bandera de Chile     | Colo-Colo           |

|                                   |
| Bandera de Brasil                 |
| Campeón Vasco da Gama 1.er título |

## Goleadores
| Jugador            | Equipo              | Goles |
| ------------------ | ------------------- | ----- |
| Atilio García      | Nacional            | 5     |
| Friaça             | Vasco da Gama       | 4     |
| Alfredo Di Stéfano | River Plate         | 4     |
| Walter Gómez       | Nacional            | 4     |
| Félix Loustau      | River Plate         | 4     |
| Vides Mosquera     | Deportivo Municipal | 4     |
| Roberto Capparelli | Litoral             | 4     |
| Valeriano López    | Deportivo Municipal | 3     |
| Lele               | Vasco da Gama       | 3     |